# Dobolii de Jos
Dobolii de Jos (węg. Aldoboly) – wieś w Rumunii, w okręgu Covasna, w gminie Ilieni. W 2011 roku liczyła 564 mieszkańców.